# 仁寿舎利塔
仁寿 舎利塔（じんじゅ しゃりとう）とは、中国において、隋の文帝の仁寿年間（601年 - 604年）に、各地方に建立された仏舎利塔のことである。年号をとって、こう呼んでいる。なお、仏教読み（呉音読み）して、「にんじゅ しゃりとう」と呼ばれることもある。
今日では仏教治国策という言われ方が存する程、即位当初より、大興善寺の建立や、五衆主・二十五衆という僧官の設置などの仏教事業に力を入れてきた文帝が、その最晩年になって新たに打ち出したのが、この舎利塔の建立事業であった。
それは、インドのアショカ王が、世界の各地に八万四千のストゥーパを建立したという所説にならい、奉仏皇帝を以って自任する文帝が、自らの統治する国内に、仏舎利を送迎し、塔を建立させたものである。
1. 仁寿元年（601年）、30州
2. 仁寿二年（602年）、53州
3. 仁寿四年（604年）、30余州

と、前後3回に分けて、中国の全土の、合計114州前後の要地に、塔が建立された。これは、唐代の龍興寺や開元寺という各地の国家寺院や、武則天の大雲経寺といった寺院の先がけとなるものであり、日本の国分寺にも受け継がれることとなる発想である。
現在まで往時の姿を遺すものはないが、開眼法要時に納められた舎利塔銘の銘文が拓本等となって、今日に伝えられており、塔本体の遺例としては、南京の棲霞寺や杭州の霊隠寺に、仁寿舎利塔の流れを汲むという伝承を持つ塔が現存している。